# Mouliherne
Mouliherne is een gemeente in het Franse departement Maine-et-Loire (regio Pays de la Loire) en telt 874 inwoners (2004). De plaats maakt deel uit van het arrondissement Saumur.

## Geografie
De oppervlakte van Mouliherne bedraagt 41,3 km², de bevolkingsdichtheid is 21,2 inwoners per km².
De onderstaande kaart toont de ligging van Mouliherne met de belangrijkste infrastructuur en aangrenzende gemeenten.

## Demografie
Onderstaande figuur toont het verloop van het inwonertal (bron: INSEE-tellingen).

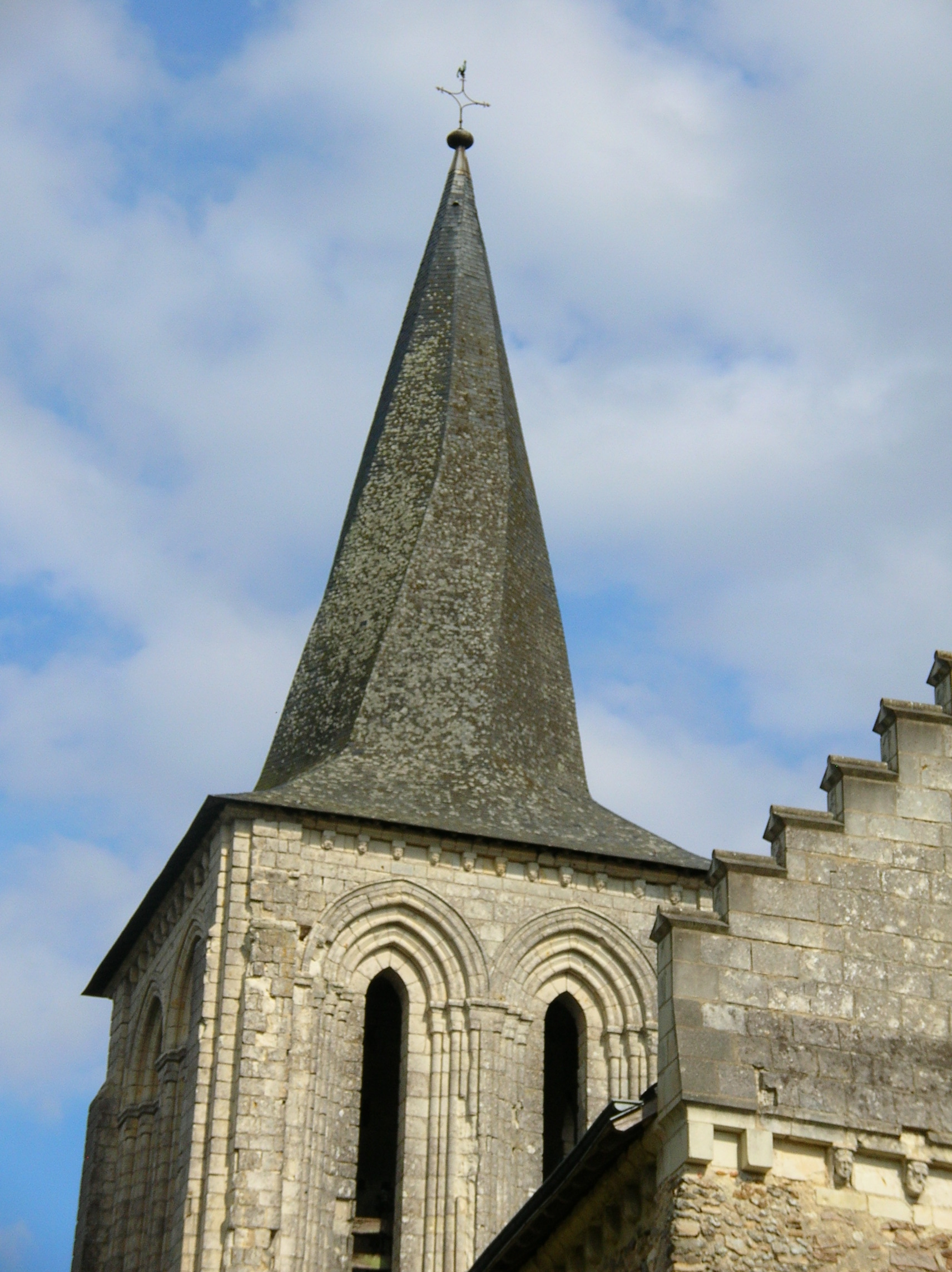
De gedraaide toren van de Saint-Germain